# 322
322是一個在321和323之間的自然數。

## 數學性質
- 合數，正因數有1、2、7、14、23、46、161和322。
質因數分解為{\displaystyle 2\times 7\times 23}。
- 虧數，真因數和為254，虧度為68。
- 不尋常數，大於平方根的質因數為23。
- 無平方數因數的數。
- 第35個楔形數。前一個為318、下一個為345。
- 第90個十进制的哈沙德數。前一個為320、下一個為324。
- 十进制的奢侈數。
- 第25個不可及數。前一個為306、下一個為324。
- 第12個卢卡斯数，前一個是199，後一個是521。
- 第35個楔形數，前一個是318，後一個是345。
- 322的十二進位是22A

## 天文領域
- 編號中有322的星系
  - NGC 322是鳳凰座的一個星系。
  - NGC 3226是一個位在獅子座的矮橢圓星系。
  - NGC 3227是與矮橢圓星系NGC 3226交互作用中的一個螺旋星系。
  - UGC 3222是獵戶座的一個星系。
  - UGC 3226是獵戶座的一個星系。
  - PGC 32256又稱M105是一個位於獅子座的橢圓星系。
- STS-53是歷史上第五十二次太空梭任務，軌道高度正好是322千米。
- STS-43是歷史上第四十二次太空梭任務，軌道高度正好是322千米，也是亞特蘭蒂斯號太空梭的第九次太空飛行。

## 其他領域
- 322年
- 前322年
- 322國道
- 322的十二進位是22A，22A是美空軍F-22A戰機編號
- 322被骷髏會用在標誌中，作為力量象徵。
- 中國大陸高等學校截止2010年7月12日，正式備案有獨立學院322所，不包括公有民辦二級學院。
- 別姓是在《百家姓》中排第322位的中文姓氏，在現代是極罕見的姓氏。
- 布魯尼島面積為322平方公里，是澳大利亞的一座島嶼。
- 奧古斯塔港是位於阿德萊德以北322公里、艾爾半島東岸的港口城市，臨斯潘塞灣。
- 灞橋區是中國陝西省西安市的一個區，面積為322平方千米
- 閩江大橋總長500米，其中主橋322米，寬32米，為六車道，已達到城市橋樑A級標準。